# Saccorhizinae
Saccorhizinae es una subfamilia de foraminíferos bentónicos de la familia Hyperamminidae, de la superfamilia Hippocrepinoidea, del suborden Hippocrepinina y del orden Astrorhizida. Su rango cronoestratigráfico abarca desde el Ludloviense inferior (Silúrico superior) hasta la Actualidad.

## Discusión
Clasificaciones previas hubiesen incluido Saccorhizinae en la familia Hyperamminidae, así como en el suborden Textulariina del orden Textulariida.

## Clasificación
Saccorhizinae incluye a los siguientes géneros:
- Saccarena †
- Saccorhiza

Otro género considerado en Saccorhizinae es:
- Pseudoschizammina, aceptado como Saccorhiza